# Nezgoda pri delu
Nezgoda pri delu ali nezgoda na delovnem mestu je pojav na delovnem mestu, ki ima za posledico fizično ali mentalno poškodbo pri delu. Po podatkih mednarodne delavske organizacije (ILO) se na delovnem mestu letno pripeti 337 milijonov nezgod. Za posledicami nezgod pri delu in poklicnih bolezni letno umre 2,3 milijona ljudi.
Glede na Eurostat besedna zveza »nezgoda na delovnem mestu« prav tako opisuje nesreče, ki se niso zgodilo neposredno na posesti delodajalca, kakor tudi nesreče, povzročene s strani tretjih oseb. Glede na ILO definicija delovne nesreče opisuje nesreče, ki so se pripetile ob gospodarski dejavnosti, na delu ali izvrševanju dejavnosti delodajalca.
Besedna zveza »fizična ali mentalna poškodba« pomeni poškodbo ali bolezen ali smrt. Nezgoda pri delu se razlikuje od poklicne bolezni po tem, da je poškodba nepričakovana in nepredvidena, med tem ko poklicne bolezni nastopijo »kot posledica dolgotrajnejše izpostavljenosti dejavnikom tveganja, ki se pojavljajo pri delovnih aktivnostih«.
Incidenti, ki se uvrščajo med delovne nesreče, so akutne zastrupitve, napadi ljudi in živali, piki žuželk, padci, prometne nesreče, nesreče v letalstvu, na železniških in avtobusnih postajah.
Trenutno ni dogovora ali so nesreče v času potovanja na delovno mesto obravnavane kot nezgode pri delu. ESAW metodologija jih izključuje, ILO jih vlkjučuje v konvenciji o Zdravju in Varnosti pri delu, vendar pod svojo kategorijo. Določene države (Grčija) takih nesreč ne razlikujejo od ostalih nezgod pri delu.
Smrtna nezgoda pri delu  je nezgoda pri delu, ki ima za posledico smrt žrtve. Različne države različno omemujeo obdobje od nesreče do smrti: Nizozemska registrira nesrečno s smrtnim izidom, če smrt nastopi na isti dan, kot se je zgodila nesreča, Nemčija, če smrt nastopi znotraj 30 dni, Belgija, Francija in Grčija pa nimajo omejitev.